# Самарский архиерейский дом
Самарский архиерейский дом — официальная резиденция главы Самарской и Ставропольской епархии, представляла собой мужской монастырь Русской православной церкви, располагавшийся в городе Самара.
Был создан сразу после образования Самарской и Ставропольской епархии в 1851 году для управления имуществом и денежными средствами архиерея. Долгое время не имел собственного здания. Владел загородным скитом с летним домом епископа и часовней. При советской власти был закрыт в 1930 году, однако главное здание сохранилось и до настоящего времени используется в качестве учебного корпуса Самарского государственного технического университета.

## История

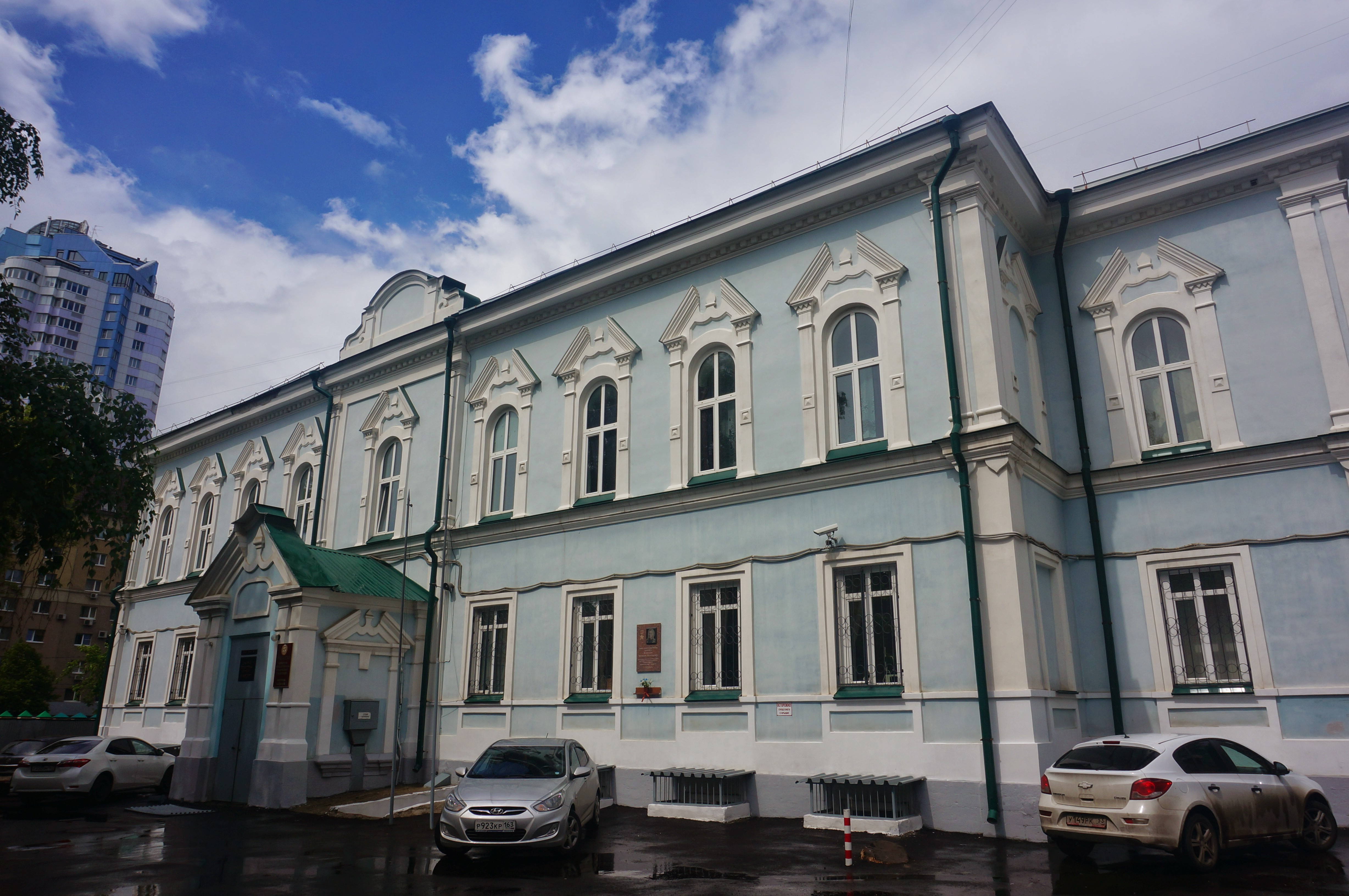
Постоянная резиденция, ныне корпус СамГТУ

Архиерейский дом был основан 1 апреля 1851 года, на следующий день после торжественного открытия Самарского епархиального управления. Целью архиерейского дома было заведование имуществом и финансами, принадлежащими архиерейской кафедре.
В первом его штате, утверждённом Святейшим Синодом, было десять человек: эконом, два иеромонаха, духовник, казначей (он же ризничий), иеродиакон, монах и три послушника.
Будучи штатным монастырём, архиерейский дом получал содержание из казны:
- архиерею на жалование, пропитание и экипаж — 743 рубля 40 копеек в год;
- на монашествующих — 87 рублей 51 копейку;
- на 44 служителя с их семействами — 275 рублей.

Для содержания архиерейского дома помимо денежных выплат из государственного имущества были переданы:
- в 1854 году водяная мельница на реке Боровке в Бузулукском уезде[3], приносившая годовой доход в 400 рублей[4];
- сенокосные луга в 8 верстах от Самары общей площадью в 480 десятин, приносившие до 600 рублей дохода[4];
- в 1858 году рыбные ловли на реке Самаре, приносившие до 500 рублей дохода[4].

Купец Щетвин пожертвовал монастырю лесной участок в 150 десятин рядом с селом Ширяев Бурак, приносивший до 100 рублей дохода, а протоиерей Кротков пожертвовал участок луга за рекой Самарой площадью в 10,5 десятин и приносивший от 10 до 30 рублей в год.

### Первое здание

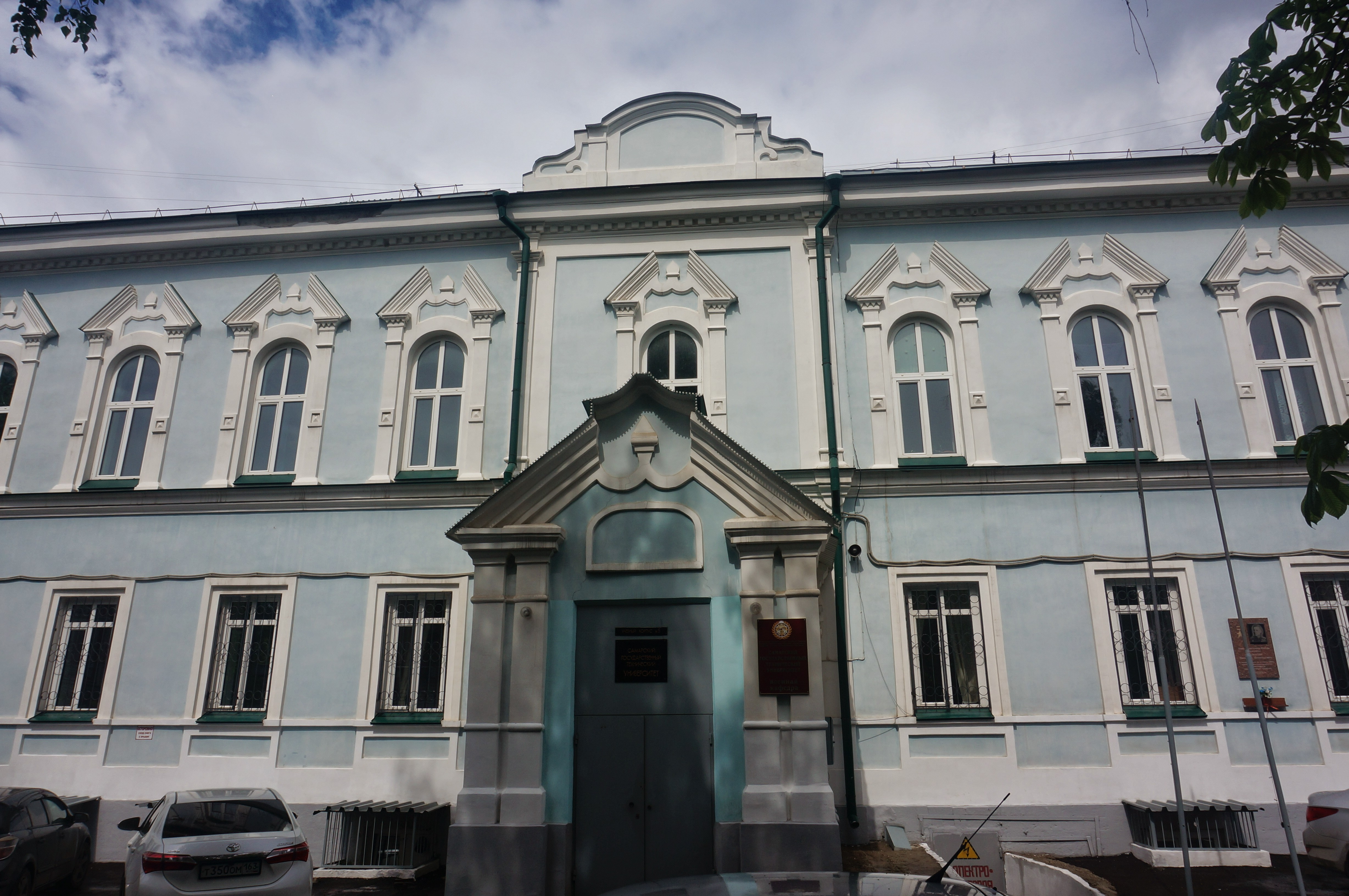
Фасад здания

Первоначально архиерейский дом не имел собственного здания. Епископ вместе с братией сначала размещались в арендованной усадьбе помещика Д. А. Путилова, находившейся на углу улиц Дворянской и Алексеевской (теперь улицы Куйбышева и Красноармейская). Это была одна из самых больших и живописных усадеб Самары, так, по улице Дворянской она протянулась на 50 сажень, а по Алексеевской на 75 сажень. Она располагалась на холме, спускающемся от Дворянской улицы к Волге. Верх холма занимали постройки, а на склоне был разбит сад.
Барский дом, в котором собственно и размещался архиерейский дом, был деревянный, обложенный снаружи кирпичом, с четырьмя мезонинами и широкой террасой. Внутри насчитывалось 15 комнат. В 1851 году к нему был сделан каменный пристрой размерами 19 на 14 саженей для размещения Крестовой церкви, которую епископ Евсевий освятил во имя Сергия Радонежского. 7 января 1852 года на квартире епископа случился пожар, при тушении которого пострадал иконостас, размещавшейся в помещении Крестовой церкви. Однако вскоре иконостас, сооружённый на средства благотворителей, был восстановлен, и церковь действовала далее на том же месте. Кроме жилого дома, в усадьбе имелись деревянный флигель, изба, два амбара, каретник и конюшня.
В 1854 году Д. А. Путилов продал усадьбу дворянину Н. Н. Кроткову, который продолжал сдавать её архиерейскому дому за 1500 рублей серебром в год. И хотя эти затраты в той или иной степени компенсировались: для оплаты аренды из государственной казны ежегодно архиерейскому дому выделялось 4000 рублей ассигнациями, но высокая арендная плата вынуждала экономить и просить у Святейшего Синода средства на строительство собственного здания. Позднее, когда архиерейский дом был перенесён, а усадьба была снесена, на аллее Струковского сада продолжал лежать камень, служивший основанием престола домовой церкви, в память о первой епископской резиденции в Самаре.

### Второе здание

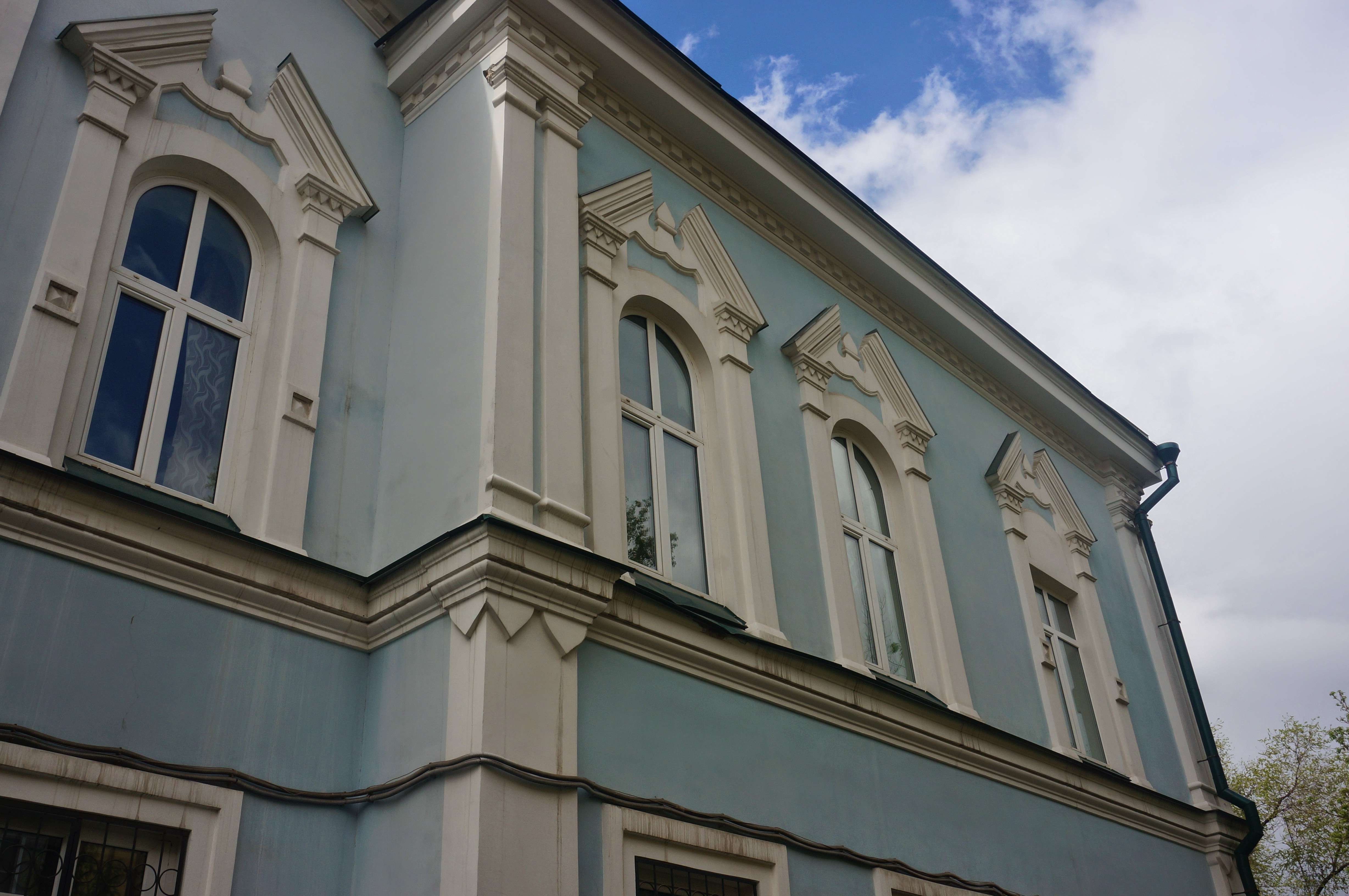
Фрагмент фасада флигеля со стороны улицы Галактионовской

При епископе Феофиле (Надеждине) архиерейский дом сменил место пребывания.
В 1857 году состоялись торги, в которых от духовной консистории участвовал эконом кафедрального собора священник Алексей Никитич Кротков. На его имя была приобретена усадьба титулярного советника Смирнитского, занимавшая одну треть 116 квартала Самары, в районе Хлебного переулка (ныне Студенческий переулок). Усадьба была отведена для размещения духовного училища с правом епископу проживать в ней до появления собственного дома.
В 1861 года архиерейский дом перебрался в новое здание. Казённые средства на аренду перестали выделяться. По указу Синода 44 человека служителей были заменены на ежегодную компенсацию в 1760 рублей на наём работников. Крестовая церковь во имя преподобного Сергия Радонежского разместилась в перестроенной холодной деревянной хозяйственной постройке во дворе.
В 1862 году архиерейский дом получал ежегодный доход всего в 5259 рублей, чего было недостаточно для поддержания необходимого представительства епископа. Ситуация несколько улучшилась в 1867 году, когда по новому штату монастырю стало полагаться 1500 рублей на жалование архиерею, 3100 рублей на певчих, служителей и братию, а также 100 рублей на ремонт дома. Ещё до 1500 рублей приносила торговля свечами и богослужебными книгами в построенной благотворителями и переданной архиерейскому дому часовне.

### Постоянная резиденция
Почти четверть века самарский архиерей размещался во временных помещениях, что было весьма неудобно и владыке, и его окружению. Однако вопрос с обзаведением собственного здания под архиерейский дом решался медленно.
Ещё в 1853 году городским обществом Самары было выделено место для будущего архиерейского дома вблизи будущего кафедрального собора в одном квартале с духовной семинарией. Несколько лет ушло на освобождение территории от существовавших на ней обывательских построек. В 1855 году губернский архитектор А. И. Мейснер составил проект каменного двухэтажного дома с церковью, флигелем для певчих и различными служебными постройками. Однако в Санкт-Петербурге был разработан новый проект, который был высочайше утверждён 17 октября 1857 года. Смета составила 74 450 рублей. Однако Святейший Синод ещё почти двадцать лет не выделял средств, а собственных финансов епархии не хватало на подобное строительство.
Средства поступили только в 1875 году. За стройку взялся купец М. И. Назаров, обещавший окончить строительство за три года. Так и вышло. Осенью 1875 года здание было вчерне готово и покрыто. На отделку и украшение ушло ещё два года. Окончательно строительство было завершено в 1878 году и обошлось в 77,5 тысяч рублей. Усадьба архиерейского дома располагался на углу улиц Соборной и Александровской (ныне Молодогвардейская и Вилоновская).
Архиерейский дом, ныне находящийся по адресу: улица Молодогвардейская 129а, располагался в глубине усадьбы, в окружении сада. На первом этаже разместились кельи, канцелярия, швейцарская и гардероб. На втором этаже находились комнаты епископа, его приёмная и домовая церковь во имя Архангела Михаила, обустроенная на личные средства епископа Герасима (Добросердова). Архиерейский дом с трёх сторон был обнесён каменной стеной, а с четвёртой стороной к нему примыкала стена Самарской духовной семинарии.
В 1881 году штат Самарского архиерейского дома был увеличен до 14 человек: 7 монашествующих и 7 послушников.

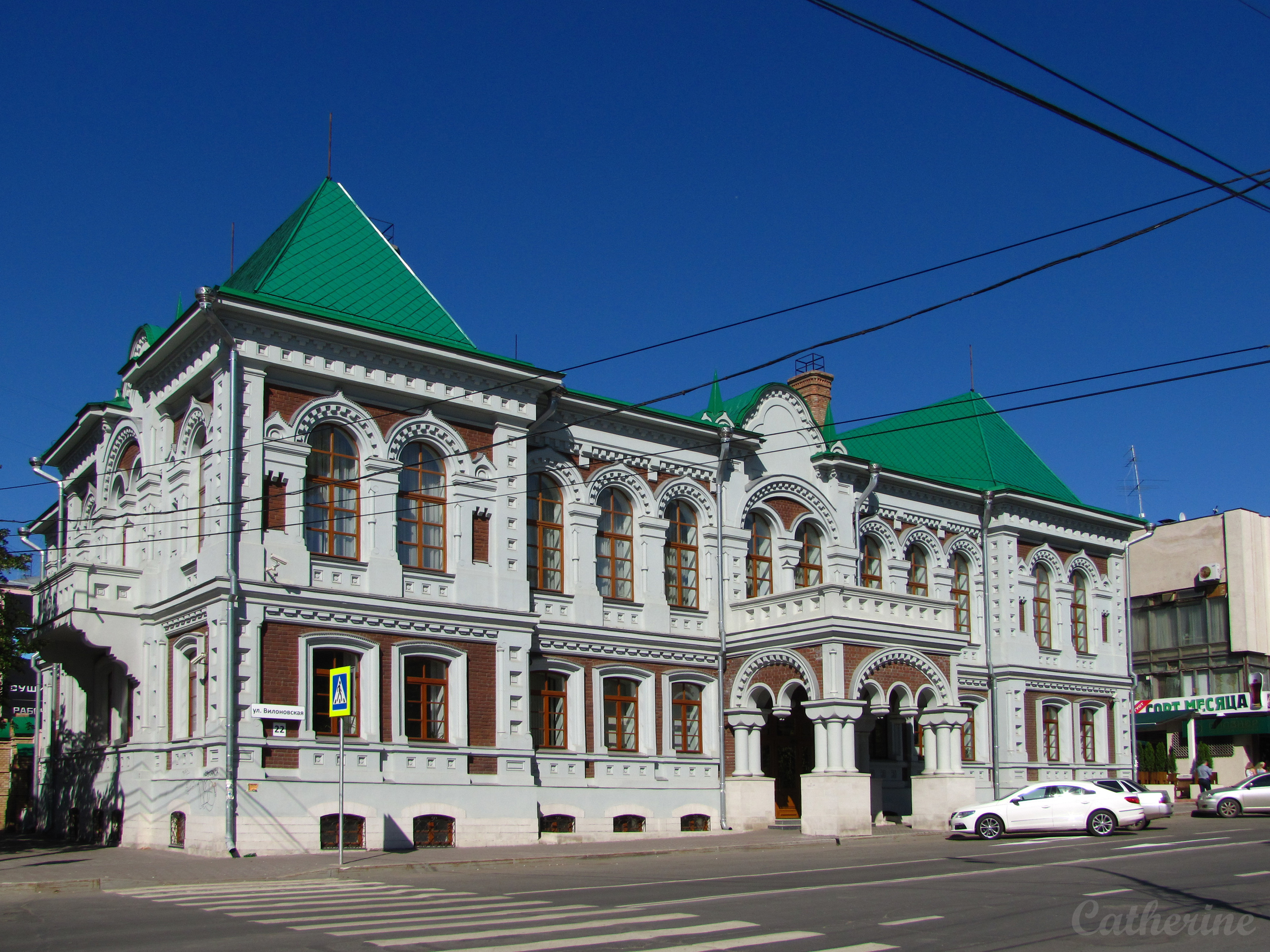
Епархиальное управление, ранее здание Самарской Духовной консистории (ул. Вилоновская 22)

В 1899 году у здания архиерейского дома появился каменный двухэтажный пристрой, в котором расположился певческий корпус, а домовая церковь расширилась за счёт молельни архиерея. В 1900 году храм был дополнительно расширен за счёт приёмной, переехавшей на первый этаж, и части вестибюля. Продолжилась и застройка архиерейского подворья. Появились здание правления епархии (ныне ул. Галактионовская 102) и здание духовной консистории (ныне Вилоновская 22).
Проект здания для консистории был разработан самарским архитектором А. А. Щербачёвым в 1895 году, однако он был отклонён в Санкт-Петербурге, так как был выполнен в стиле ренессанса, а не положенного Строительным уставом русского стиля. Проект был переделан, и здание построено и освящено в 1905 году.
В 1901 году в Самарской епархии появилось викариатство, и в архиерейском доме было обустроено помещение для размещения викария во время его приездов в Самару.
В 1916 году в штате монастыря состояли духовник, эконом, два иеромонаха, два иеродиакона, один монах и семь послушников.

### Загородный скит
Загородный скит для монастыря планировалось построить ещё в 1854 году на земле, пожертвованной самарским мещанином Леонтьевым. Участок находился за губернской земской больницей (ныне больница имени Пирогова). Однако перевод епископа Евсевия в Иркутск и смерть Леонтьева помешали осуществлению планов.
В 1866 году для размещения скита на торгах было приобретено 18,5 десятин земли в восьми верстах от Самары, за Постниковым оврагом. К этому участку городское общество выделило ещё 10 десятин выгонной земли в вечное владение архиерейскому дому. Спустя год сооружение скита было завершено, строительство велось в основном на пожертвования и обошлось в 10 тысяч рублей.
Загородный архиерейский скит — киновия — был официально открыт 17 октября 1867 года. В нём были построены деревянная церковь во имя Иоанна Предтечи, летний архиерейский дом, кельи с тёплыми и холодными службами. Были разведены сад и огород. В скиту постоянно проживали два иеромонаха и десять послушников, содержавшиеся на подаяния доброхотов и доходы от ежедневной службы в храме.

### При Советской власти
После установления Советской власти и выхода в свет в 1918 году декрета СНК «Об отделении церкви от государства» архиерейский дом перешёл в подчинение Самарского губернского комиссариата по вероисповедальным делам. 1 сентября 1922 года был закрыт загородный скит, на его территории разместилась трудовая колония детей-инвалидов. В 1928 году постановлением Самарского губисполкома была закрыта домовая церковь архиерейского дома. Наконец, в июле 1930 года был закрыт и сам архиерейский дом.
Здание вместе с домовой церковью было передано открывавшемуся механическому институту.

## Современное состояние

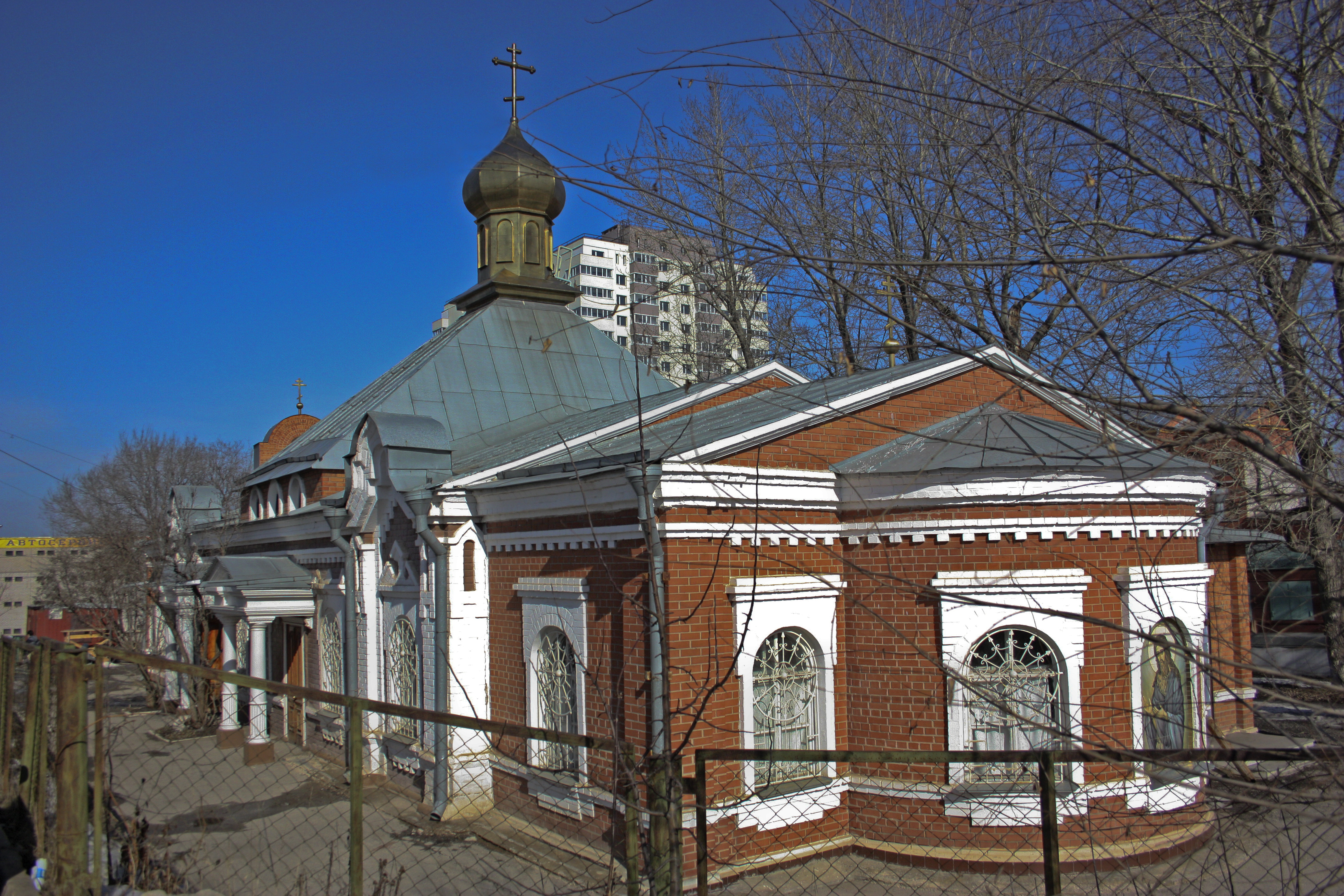
Современный храм в честь Пророка, Предтечи и Крестителя Господня Иоанна

Здание архиерейского дома сохранилось до настоящего времени и принадлежит Самарскому техническому университету. Внешне здание не претерпело особых изменений, а внутри, даже несмотря на перепланировку под учебное заведение, по-прежнему угадываются алтарный объём, центральный и боковые нефы. На сводах сохранилась первоначальная декоративная отделка. Существовавшее над храмом навершие в виде главки с крестом утрачено, но вторая главка, располагавшаяся над архиерейской молельной, сохранилась.
Большинство построек загородного скита было разрушено, но каменное здание трапезной уцелело. С 1992 года в этом сохранившемся корпусе скита по адресу улица Ново-Вокзальная, 178 устроен Иоанно-Предтеченский храм, названный так же, как и существовавший в скиту ранее. На базе Иоанно-Предтеченского храма планировалось возведение храмового комплекса, проект которого разработан архитектором А. В. Шошиным. По проекту комплекс должен включать в себя собор, крестильный храм, дом причта и административно-хозяйские постройки. Действующий храм предполагалось использовать как крестильную церковь. Планировалось также создание небольшого озера, на берегу которого будет установлена часовня. Однако, по состоянию на 2011 год, строительство комплекса так и не начиналось.
В 2000 году на места бывшего скитского кладбища был установлен мраморный памятный крест авторства архитектора А. В. Урюпина.

## Монастырские храмы

### Храм во имя архистратига Божия Михаила (Крестовая церковь)

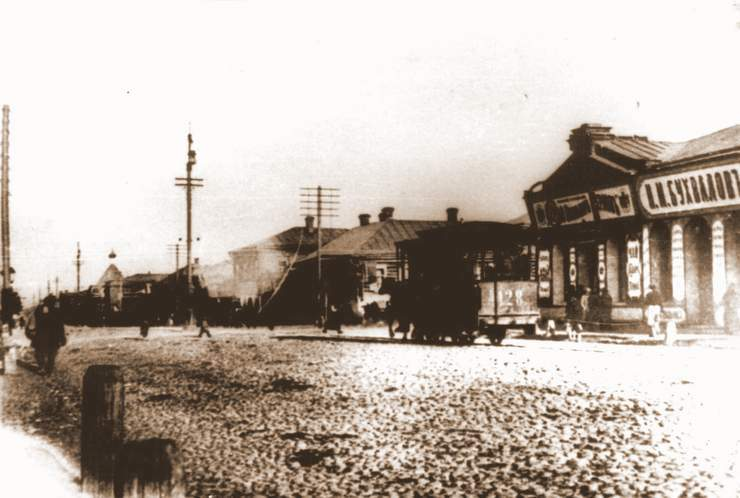
Улица Панская (ныне Ленинградская). Слева вдали видна Крестовоздвиженская храм-часовня

Место для строительства храма было освящено епископом Герасимом 27 мая 1875 года. Храм разместился в северо-восточной части второго этажа архиерейского дома. По воспоминаниям современников:
храм был не обширен, но красив, иконостас в нём вызолоченный, а иконы искусной работы.
15 октября 1878 года преосвященный Серафим освятил храм во имя Архистратига Божия Михаила и прочих бесплотных сил. В дальнейшем, при епископе Гурии, храм дважды увеличивался за счёт прочих помещений второго этажа. 30 июля 1900 года после второй реконструкции было совершено малое освящение храма, а на следующий день состоялись освящение антиминса и божественная литургия. Автор проекта реконструкции точно не известен, но предполагается, что это был известный самарский архитектор А. А. Щербачёв.

### Церковь во имя святого Пророка и Предтечи Крестителя Иоанна
Деревянная церковь во имя святого Пророка и Предтечи Крестителя Господня Иоанна была освящена 17 октября 1867 года.
Несмотря на отдалённое от города местонахождение, храм был весьма любим горожанами. Его посещали и дачники, и многочисленные паломники, останавливавшиеся в скиту. Оживлённо отмечался престольный праздник — Рождество Иоанна Предтечи, о котором оставил свои воспоминания самарский краевед Константин Головкин:
Ещё накануне, к вечеру из города тянулись, кто пешком, кто на телегах или дрожках в скит «богомольцы» с самоварами, узлами и корзинами. Среди «богомольцев» можно было видеть торговцев и разносчиков с разного рода снедью и питьём, мороженщиков и прочих. Прибыв на место, горожане располагались по всей площади скитских владений, кто в лесу, кто на опушке, или на полянках. Всюду зажигались костры, кипят самовары, кругом шум и говор. Монахи под специальным навесом греют для желающих в больших котлах воду для чая. Наступает «ночь под Ивана Купала». Многие не спят всю ночь, гуляют и спускаются на берег Волги… Рано утром всё оживает и пополняется новыми и новыми приезжими и приходящими из города… Церковь убрана зеленью, цветами и пол её устлан благоухающей свежей травой. Слышится веселый и радостный звон колоколов. Площадь скита окончательно оживает, дымят костры и самовары, слышится смех, говор, … звуки гармоники. 

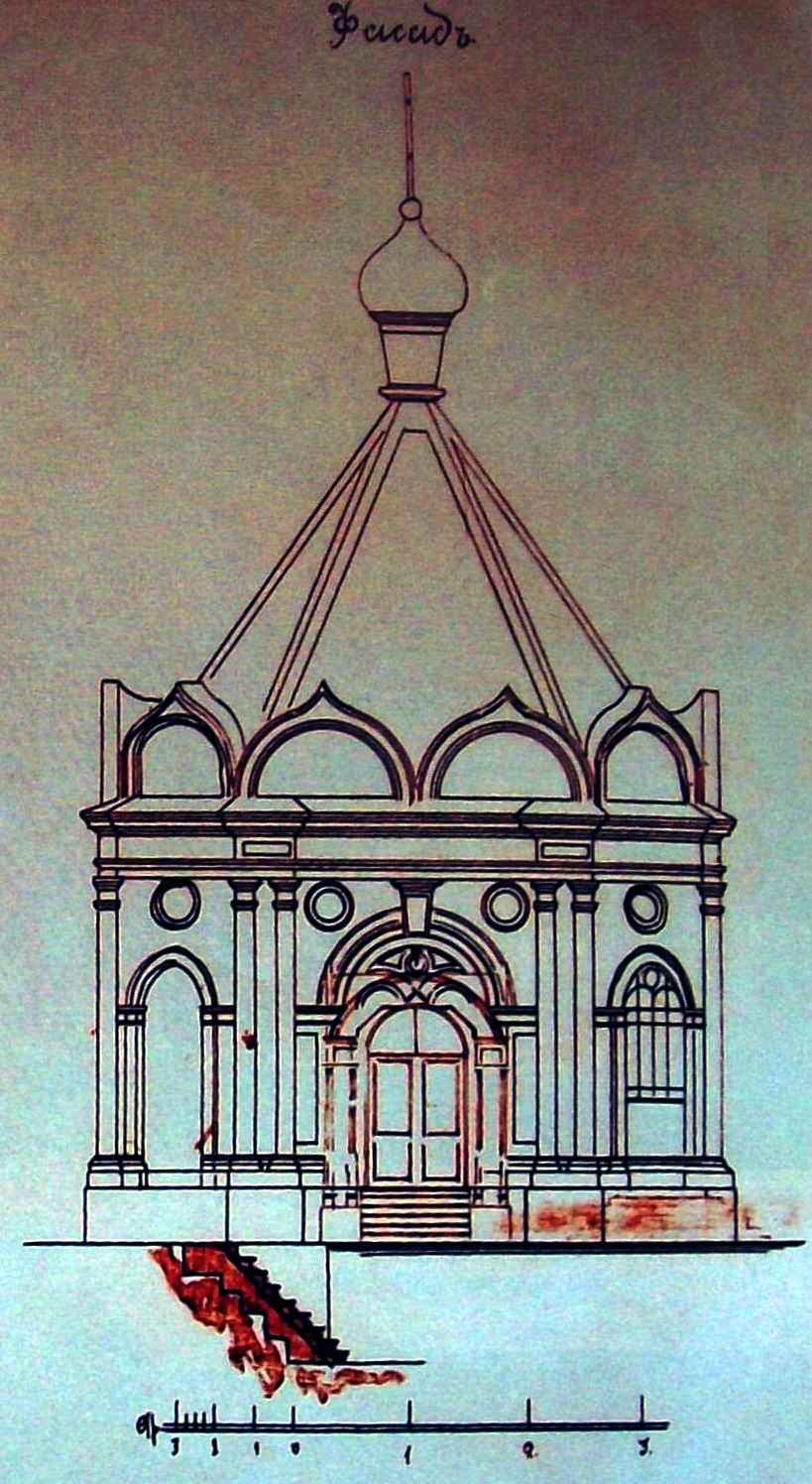
Схема фасада часовни

После закрытия скита в 1922 году его постройки стали разрушаться. Церковь была снесена, озеро засыпано, кладбище уничтожено. Только в 1980-х годах по благословению епископа Евсевия был воссоздан Иоанно-Предтеченский приход, настоятелем которого стал протоиерей Олег Булыгин.
В 1991 году сохранившееся здание бывшей трапезной было обустроено под православный храм. Автором проекта реконструкции стал архитектор М. Б. Егоров. С 15 февраля 1992 года в храме начались регулярные богослужения, хотя работы по оформлению храма длились ещё несколько лет.
Член Союза художников России С. Л. Щеглов в 1998 году оформил иконостасный ряд, а в 1999 году написал иконы для алтаря. Также он реставрировал несколько икон в средней части храма, в том числе икону Божией Матери «Иверская», написанную монахинями Иерусалимского Горненского монастыря в 1911 году. Им же храм снаружи украшен иконами, написанными на керамической плитке: над входом в церковь и на алтарной апсиде.

### Церковь-часовня во имя Воздвижения Честного и Животворящего Креста Господня

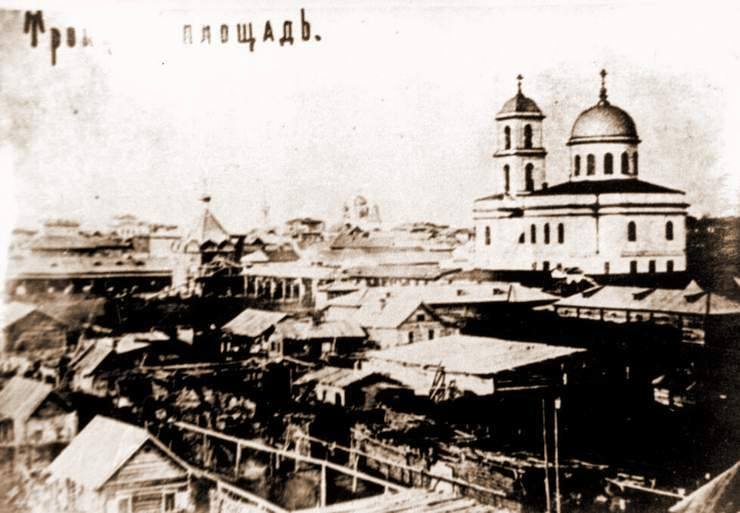
Троицкая площадь. Слева видна Крестовоздвиженская часовня

Самарские купцы, известные благотворители И. М. Плешанов, П. М. Журавлёв и А. Н. Шихобалов внесли 3 тысячи рублей на строительство часовни для архиерейского дома.
Каменная часовня была построена в 1866 году и освящена 14 сентября 1866 года во имя Воздвижения Честного и Животворящего Креста Господня. Она располагалась на Троицкой площади Самары по адресу ул. Панская, 63 и была самой большой из самарских часовен: 5 на 5 саженей. В архитектурном плане часовня являла собой каменный шатёр, увенчанный луковичной главкой.
В часовне велась торговля восковыми свечками и религиозной литературой. Епископ Герасим каждую пятницу совершал в часовне богослужения, привлекавшие большое число верующих. Он планировал превратить часовню в церковь, для чего была сделана полукруглая алтарная апсида, однако обращение часовни в храм было произведено уже после его перевода в Астраханскую епархию.
Храм-часовня был закрыт в 1920-х годах. В нём разместился склад дезинфицирующих отравляющих веществ. В 1950-х годах при строительстве дома 65 по улице Ленинградской часовню снесли.